# Ільїн Олександр Олександрович
Олександр Олександрович Ільїн (молодший, рос. Александр Александрович Ильин) (нар. 22 листопада 1983) — російський актор.

## Біографія
Народився 22 листопада 1983 року.
Молодший син заслуженого артиста Росії Олександра Адольфовича Ільїна .
Закінчив Вище театральне училище імені М. С. Щепкіна.
Працює в Театрі Російської Армії.
Живе з батьками. Не одружений.

## Фільмографія
Знімався у фільмах «Дике поле», «Зображаючи жертву», в серіалах «Відкричать журавлі», «Курсанти», «Дрібниці життя». Зіграв видного опричника Федора Басманова у фільмі Павла Лунгіна «Цар» (2009).
У 2010 році виконав роль Семена Лобанова в комедійному серіалі «Інтерни».
Його роль описується так: «Простий хлопець, відслужив в армії. З першого курсу працював на швидкій допомозі, завдяки чому вважає себе вже досить досвідченим фахівцем і його зачіпають вказівки на його недосвідченість. Весь час не висипається і не має грошей, тому завжди стріляє сигарети і гроші у колег. Одружений з дівчиною на ім'я Ольга. Схильний до авантюр, легко погоджується за гроші зробити незаконні дії для пацієнтів. Проте вкрай недалекоглядний, через що його авантюри закінчуються крахом. З пацієнтами спілкується по-свійськи, практично з усіма «ти».

### Фільми
| Рік  | Стрічка           | Роль            | Примітки |
| ---- | ----------------- | --------------- | -------- |
| 1997 | Шизофренія        |                 | Епізод   |
| 2006 | Зображуючи жертву | міліціонер Сева |          |
| 2007 | Сильніше вогню    | Семен Єфімов    |          |
| 2008 | Дике поле         | Петро           |          |
| 2009 | Цар               | Федько Басманов |          |
| 2009 | Коротке замикання | матрос          |          |
| 2013 | Друзі друзів      | ?               |          |